# Атіла (рід)
Аті́ла (Attila) — рід горобцеподібних птахів родини тиранових (Tyrannidae). Представники цього роду мешкають в Центральній і Південній Америці. Рід названий на честь Аттіли, кагана гунів (406—453).

## Таксономія і систематика
Молекулярно-генетичне дослідження, проведене Телло та іншими у 2009 році дозволило дослідникам краще зрозуміти філогенію родини тиранових. Згідно із запропонованою ними класифікацією, рід Атіла (Attila) належить до родини тиранових (Tyrannidae), підродини Тиранних (Tyranninae) і триби Тиранових (Tyrannini).

### Види
Виділяють сім видів:
- Атіла південний (Attila phoenicurus)
- Атіла амазонійський (Attila cinnamomeus)
- Атіла колумбійський (Attila torridus)
- Атіла жовточеревий (Attila citriniventris)
- Атіла білоокий (Attila bolivianus)
- Атіла сіроголовий (Attila rufus)
- Атіла золотогузий (Attila spadiceus)